# Explorer 19
O Explorer 19 foi um satélite Norte americano lançado em 19 de dezembro de 1963, como parte do Programa Explorer da NASA. Ele foi o terceiro de seis satélites Explorer idênticos, lançados para estudar a composição e a densidade do ar, e o segundo a atingir a órbita. Ele era idêntico ao Explorer 9.